# Gestreepte alikruik
De gestreepte alikruik (Littorina compressa) is een slakkensoort uit de familie van de Littorinidae. De wetenschappelijke naam van de soort werd in 1865 voor het eerst geldig gepubliceerd door John Gwyn Jeffreys.

## Beschrijving
De gestreepte alikruik is een mariene huisjesslak met een dikschalige schelp met 5 tot 6 windingen. Het huisje met een spitse top is 17 mm hoog en 15 mm breed, maar is vaak kleiner. Het huisje heeft brede dikke spiraalribben waartussen dunnere vaak diepe groeven liggen. De schelpkleur is veelal geel met zwarte dwarslijnen in de groeven, echter deze soort komt ook in andere kleuren zoals egaal rood of bruin voor.

## Verspreidings- en leefgebied
Het oorspronkelijke verspreidingsgebied van de gestreepte alikruik is de noordoostelijke Atlantische Oceaan, waar hij vooral langs de Franse (onder andere Bretagne) en Britse kusten voorkomt. Zijn leefgebied zijn harde rotsachtige ondergronden in estuaria en gebieden met brakwater.
Deze soort heeft geen gevestige status in Nederland en wordt daarom als niet-inheems beschouwd. Wordt levend alleen autochtoon gevonden in de Oosterschelde in en nabij oester-kweekbakken (aquacultuur) rond Yerseke. Waarschijnlijk zijn ze onbewust ingevoerd met oesters en/of mossels uit het buitenland.
Eulimene: terebellata · 
Lacuna:
crassior · 
pallidula · 
parva · 
vincta

Littorina:
arcana · 
littorea · 
mariae · 
neglecta · 
nigrolineata · 
obtusata · 
saxatilis rudis · 
saxatilis saxatilis · 
saxatilis tenebrosa

Melarhaphe:
neritoides · 
suboperta